# Groupe à opérateurs
La notion de groupe à opérateurs peut être considérée comme une généralisation de la notion mathématique de groupe. Elle permet de donner une forme plus forte à certains théorèmes classiques, comme le théorème de Jordan-Hölder.

## Définitions

### Groupes à opérateurs
Un groupe à opérateurs est constitué de trois objets mathématiques :  
- un groupe G, dit groupe sous-jacent (que nous noterons multiplicativement),
- un ensemble Ω dit domaine d'opérateurs
- une action de Ω sur G distributive par rapport à la loi de groupe de G, c'est-à-dire d'une application

telle que, pour tout élément ω de Ω et tous éléments g, h de G
Un groupe à opérateurs ne se réduit pas à son groupe sous-jacent, mais on commet souvent l'abus de langage de les identifier.
Un groupe à opérateurs dont le domaine d'opérateurs est Ω est appelé un groupe à opérateurs dans Ω ou encore un Ω-groupe.
Cas du groupe ordinaire : Un groupe ordinaire peut être assimilé à un groupe à opérateurs dans l'ensemble vide Ø. Ainsi, on peut considérer que certains théorèmes relatifs aux groupes sont des cas particuliers de théorèmes relatifs aux groupes à opérateurs.
Pour tout élément ω de Ω, la transformation g ↦ gω est un endomorphisme du groupe sous-jacent G. Un tel endomorphisme est parfois appelé une homothétie du Ω-groupe G. Si G est un groupe et Ω un ensemble, la donnée d'une structure de Ω-groupe sur G équivaut à la donnée d'une famille d'endomorphismes du groupe G indexée par Ω, ou encore à la donnée d'une application de Ω dans l'ensemble des endomorphismes du groupe G.
Un groupe à opérateurs est dit commutatif, ou encore abélien, si son groupe sous-jacent est commutatif.
Un module M sur un anneau A est un cas particulier de groupe à opérateurs abélien, le groupe abélien étant le groupe additif de M, l'ensemble d'opérateurs étant A et l'action de A sur M étant la loi externe du module. Le fait que M est ainsi un groupe à opérateurs dans A tient à la distributivité de la loi externe du module par rapport à l'addition des vecteurs. Les groupes à opérateurs abéliens ne sont évidemment pas tous des modules, mais on peut ramener leur étude à celle des modules.

### Sous-groupes stables et Ω-groupes quotients
Un sous-groupe H d'un Ω-groupe (ou, plus exactement, du groupe sous-jacent) est dit stable si, pour tout élément ω de Ω et tout élément h de H, hω appartient à H. On peut alors définir l'action
et cette action fait de H un Ω-groupe. Un sous-groupe stable d'un Ω-groupe G est aussi appelé un Ω-sous-groupe de G.
Cas du groupe ordinaire : Si G est un groupe ordinaire considéré comme groupe à opérateurs dans l'ensemble vide, les sous-groupes stables de ce groupe à opérateurs sont alors les sous-groupes de G. Ici aussi, donc, une notion relative aux groupes peut être vue comme un cas particulier d'une notion relative aux groupes à opérateurs.
Si G est un Ω-groupe, le sous-groupe trivial de G (c'est-à-dire son sous-groupe réduit à l'élément neutre) et G lui-même sont des Ω-sous-groupes de G.
Soient G un Ω-groupe et H un Ω-sous-groupe de G. On dit que H est un Ω-sous-groupe normal, ou encore distingué, de G si c'est un sous-groupe normal du groupe sous-jacent de G. Dans ce cas, si ω est un élément de Ω, si g1 et g2 sont des éléments de G congrus modulo H (c'est-à-dire appartenant à une même classe modulo H), alors g1ω et g2ω sont eux aussi congrus modulo H, d'où g1ω H = g2ω H. On peut donc définir une action Ω × G/H → G/H de Ω sur le groupe quotient G/H qui, pour tout élément ω de Ω et tout élément g de G, applique (ω, gH) sur gω H. Cette action fait de G/H un Ω-groupe, appelé Ω-groupe quotient de G par H.

### Homomorphismes de groupes à opérateurs
Soient G et H deux Ω-groupes. (L'ensemble d'opérateurs est donc le même pour les deux groupes.) On appelle homomorphisme de groupes à opérateurs de G dans H, ou encore Ω-homomorphisme de G dans H, un homomorphisme f de groupes de G dans H tel que, pour tout élément ω de Ω et tout élément x de G, on ait f(xω) = f(x)ω. Si K est un Ω-sous-groupe normal de G, l'homomorphisme canonique de groupes de G sur G/K est un Ω-homomorphisme du Ω-groupe G sur le Ω-groupe G/K qu'on a défini plus haut.
Si f est un Ω-homomorphisme d'un Ω-groupe G dans un Ω-groupe H, le noyau de l'homomorphisme de groupes f est un Ω-sous-groupe normal de G. L'image de f est un Ω-sous-groupe de G.
Si un Ω-homomorphisme est un isomorphisme de groupes (ce qui revient à dire qu'il est bijectif), on dit que c'est un Ω-isomorphisme. L'isomorphisme de groupes réciproque est alors lui aussi un Ω-isomorphisme. Si G et H sont deux Ω-groupes et qu'il existe un Ω-isomorphisme de l'un sur l'autre, on dit que G et H sont Ω-isomorphes.

### Groupe à opérateurs simple
Un groupe à opérateurs est dit simple s'il n'est pas réduit à l'élément neutre et s'il n'a pas d'autre sous-groupe stable normal que lui-même et son sous-groupe réduit à l'élément neutre. Pour insister sur le fait qu'un Ω-groupe est supposé simple comme Ω-groupe et non forcément comme groupe, on dit volontiers qu'il est Ω-simple. Si un Ω-groupe est simple comme groupe, il est Ω-simple, mais la réciproque n'est pas vraie.

## Généralisation de théorèmes classiques

### Théorèmes d'isomorphisme
Ces notions permettent d'étendre de façon évidente les théorèmes d'isomorphisme aux groupes à opérateurs.

### Théorème de Jordan-Hölder
Le théorème de Jordan-Hölder s'étend aux groupes à opérateurs. Ainsi étendu, il permet par exemple de prouver que deux bases finies d'un même espace vectoriel ont toujours le même nombre d'éléments.

## Longueur d'un groupe à opérateurs
Appelons suite de composition d'un Ω-groupe G toute suite finie (G0, G1, … , Gr) de Ω-sous-groupes de G telle que
 et que, pour tout i∈{0, 1, … , r – 1}, Gi + 1 soit sous-groupe normal (et donc Ω-sous-groupe normal) de Gi. Appelons alors r la longueur de cette suite. On définit la longueur du Ω-groupe G comme étant la borne supérieure (parmi les cardinaux, finis ou infinis) des entiers naturels n tels que G admette une suite de composition strictement décroissante de longueur n.
La longueur de G est finie si et seulement si G admet une suite de Jordan-Hölder, auquel cas la longueur de G est égale à la longueur de ses suites de Jordan-Hölder. Dans le cas contraire, la longueur de G est égale au plus petit cardinal infini (cardinal de l'ensemble des nombres naturels). Si G est un Ω-groupe et H un Ω-sous-groupe normal de G, la longueur de G est la somme des longueurs des Ω-groupes H et G/H.

## Histoire
Selon une note de Garrett Birkhoff, la notion de groupe à opérateurs fut développée par Emmy Noether et ses collaborateurs.
Dans une publication de 1925, W. Krull définit les groupes à opérateurs, mais en se limitant aux groupes à opérateurs abéliens. Il les appelle "groupes abéliens généralisés".